# Ananasrenett

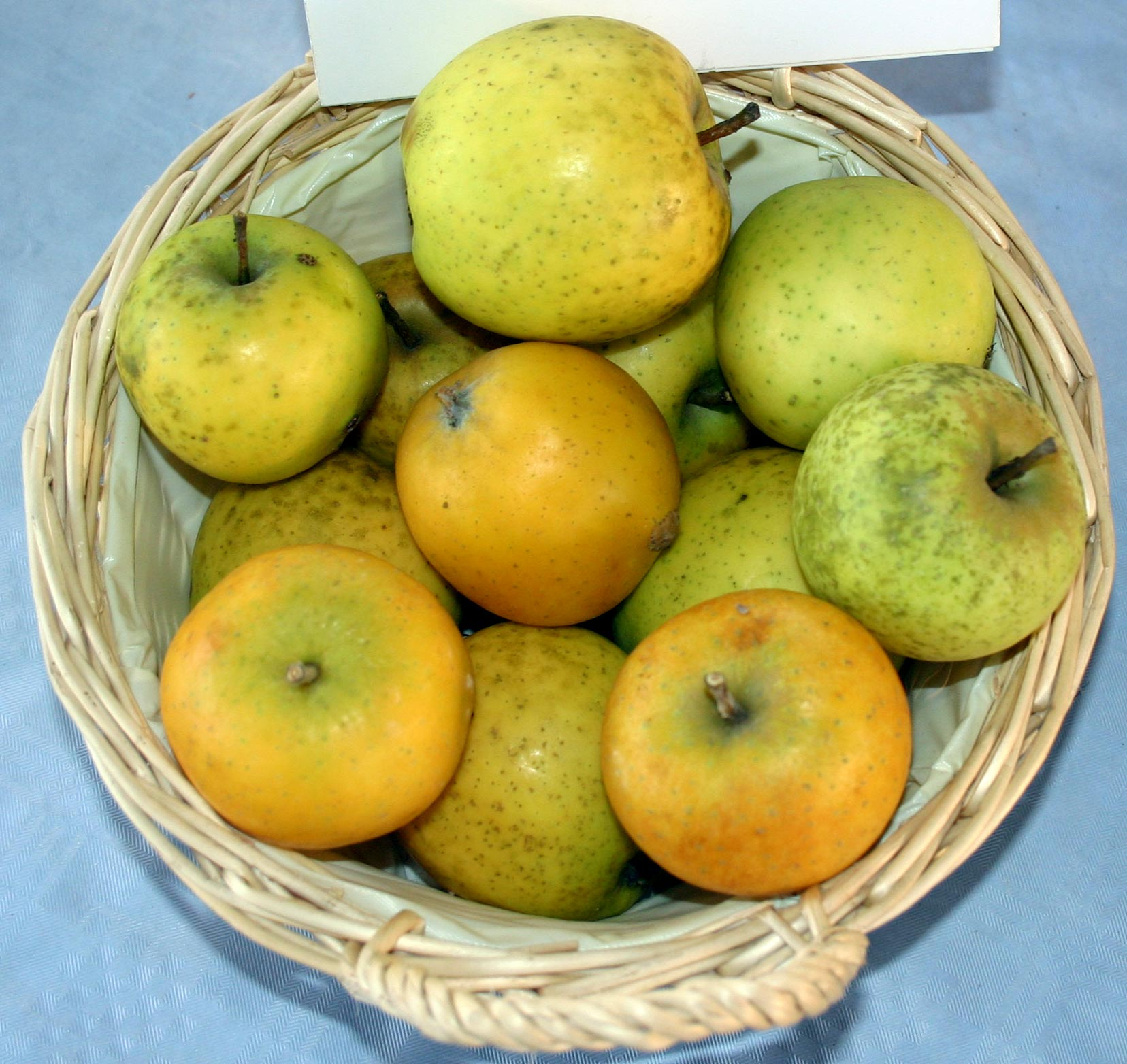
En korg med ananasrenett-äpplen.

Ananasrenett är en äppelsort vars ursprungsland enligt de flesta pomologer är Holland före år 1820. Skalet på detta äpple är rött och närmast gröngult. Köttet som är mört är sött och syrligt, och äpplet har en stark och behaglig doft. Skördas i oktober. Äpplet mognas i januari och håller sig i bra skick till skiftet februari-mars. Äpplet är främst ett ätäpple och pollineras av bland andra sorterna Cox Orange, Cox Pomona, Filippa, och Guldparmän. I Sverige odlas ananasrenett gynnsammast i zon I–II. Sorten är tålig mot skorv, dock känslig för äppelvecklare. C-vitamin 15mg/100gram. Syra 1,2 %. Sockerhalt 14 %.
Ananasrenett började spridas i Sverige år 1879 av Alnarps Trädgårdar. Skörden av ananasrenett blir endast bra efter en solig sommar, andra år betydligt sämre.